# Valsgaard Sogn
Valsgaard Sogn er et sogn i Hadsund Provsti (Aalborg Stift).
I 1800-tallet var Valsgaard Sogn anneks til Oue Sogn. Begge sogne hørte til Hindsted Herred i Ålborg Amt. Oue-Valsgård sognekommune blev ved kommunalreformen i 1970 indlemmet i Arden Kommune, der ved strukturreformen i 2007 indgik i Mariagerfjord Kommune.
I Valsgaard Sogn ligger Valsgaard Kirke.
I sognet findes følgende autoriserede stednavne:
- Bodilskrog (bebyggelse)
- Bramslev (bebyggelse, ejerlav)
- Frisdal (bebyggelse)
- Hjeds (bebyggelse)
- Hjerritsdal Vandmølle (bebyggelse)
- Krogen (bebyggelse, ejerlav)
- Nederkarls (bebyggelse)
- Redsø (bebyggelse, ejerlav)
- Redsøhede (bebyggelse)
- Rishøj (areal)
- Røkkendal (bebyggelse, ejerlav)
- Skovbo (bebyggelse, ejerlav)
- Staverslund (bebyggelse, ejerlav)
- Søndergårde (bebyggelse)
- Tofte (bebyggelse, ejerlav)
- Ulstrup (bebyggelse, ejerlav)
- Valsgård (bebyggelse, ejerlav)